# Syndesmogenus astridensis
Syndesmogenus astridensis är en mångfotingart som beskrevs av Kraus 1960. Syndesmogenus astridensis ingår i släktet Syndesmogenus och familjen Odontopygidae. Inga underarter finns listade i Catalogue of Life.